# Ibercivis
Ibercivis ist eine private gemeinnützige Stiftung mit dem Ziel, Citizen Science durchzuführen und bekannt zu machen.
Obwohl sich die Stiftung derzeit der Förderung aller Arten von Citizen-Science-Initiativen widmet, hat sie ihren Ursprung in den ersten Projekten des Volunteer-Computing, die in Spanien gestartet wurden.
Das im Jahr 2011 eingerichtete Kuratorium setzt sich zusammen aus Vertretern von Universitätsinstituten, der Stadt Saragossa, der Regionalregierung Aragonien und dem spanischen Ministerium für Wissenschaft und Innovation.
Die Organisation arbeitet projektbezogen. Da ein Projekt kürzer als wenige Jahre ist, sind die meisten Projekte bereits abgeschlossen.

## Projekte (Auswahl)
- Kernfusionsforschung: Mit der Anwendung fusion wurden Teilchenbahnen im Fusionsplasma berechnet. Ausgangsbasis ist der Fusionsforschungsreaktor Heliac Flexible TJ-II am Forschungszentrum CIEMAT (Centro de Investigationes Energeticas, Medioambientales y Tecnologicas). Die Ergebnisse sollen in die Entwicklung des ITER einfließen. Es war ein Forschungsprojekt des Institute of Complex Systems Biocomputing and Physics (BIFI) der Universität Saragossa im Bereich der Kernfusion.[1] Es war das erste auf BOINC basierende Projekt in Spanien und wurde im November 2007 im BOINC-Forum angekündigt. Die Plattform BOINC wird seitdem für weitere Projekte genutzt.
- Materialforschung: Die Anwendungen materiales32 und materiales64 für die Plattform BOINC arbeiteten im Bereich Werkstoffe, Kristallgitter Magnetismus und Entwicklung von Supraleitern.[2]
- Ein Projekt zum Thema Zellbiologie diente der Einführung und Erforschung von Citizen Science in den Unterricht an Schulen.[3]
- 2018 wurde ein auf drei Jahre angesetztes weiteres Projekt gestartet, das Citizen Science in Schulen vorstellen soll. Es wird durch Erasmus+ gefördert.[4] Kooperationspartner sind u. a. das Institut für Geophysik der Polnischen Akademie der Wissenschaften, die KU Leuven und das European Schoolnet.
- Ein im Jahr 2020 von einer Biophysik-Arbeitsgruppe des CSIC durchgeführtes Projekt simulierte mit Hilfe der Plattform BOINC die Wechselwirkung einiger bekannter antiviraler Mittel, vor allem Tenofovir, mit der RNA-abhängigen RNA-Polymerase des SARS-CoV-2.[5][6]